# Eritras
Eritras (en griego Ἐρυθραί, también conocida anteriormente como Κριεκούκι Kriekouki "cabeza roja" en arbanita) tal vez procedente de un jefe arbanita) es un antiguo municipio de Grecia en la periferia del Ática (unidad periférica del Ática Occidental), situada en la parte más septentrional de esta, con 3326 habitantes según el censo de 2001. El topónimo en la Antigüedad era Ἐρύθραί, αί. No hay evidencias epigráficas del topónimo. 
La única mención al gentilicio es Ἐρυθραῖος Παντία[ς].
Como consecuencia de la reforma administrativa del Plan Calícrates, en vigor desde enero de 2011 ha dejado de ser un municipio independiente y ha sido incluida en el municipio de Mandra-Eidyllia.

## Historia
En la antigüedad pertenecía a la región de Beocia. Estaba situada al este de la vía Tebas-Atenas, en las estribaciones del monte Citerón, próxima a la frontera con el Ática. Los restos de la antigua ciudad se han identificado o bien con los que se hallan en una colina llamada Pantanassa, a 1,5 km al este de la moderna Eritras, o bien con los de Agios Meletios, que se hallan a menos de 1 km al oeste del cercano pueblo de Dafni. Eritras de Beocia fue la ciudad madre de Eritras en Jonia.
En 479 a. C, en el preludio de la batalla de Platea, el campamento persa de Mardonio, dotado de un muro defensivo, se extendía desde Eritras, pasaba por Hisias y llegaba hasta territorio plateo, hallándose emplazado a lo largo del río Asopo. A pesar de que del texto herodoteo parezca deducirse que el ejército aqueménida estaba acampado al sur del Asopo y que el fuerte se levantaba en su margen izquierda, es posible que la indicación de Heródoto se refiera a que la base persa se extendía al norte del Asopo, desde Platea al oeste hasta Eritras al este, pero enfrente de las ciudades nombradas en otro pasaje.
Es mencionada también en las Helénicas de Oxirrinco: Eritras fue una de las poblaciones que, junto con Potnias, Escafas, Escolo, Áulide, Esqueno y otras localidades semejantes que no tenían murallas, habían hecho sinecismo con Tebas, ciudad que duplicó así su número de habitantes.
Ello ocurrió ante la amenaza de los atenienses, al inicio de la guerra del Peloponeso.